# Loverboy (chanson de Mariah Carey)
Pour les articles homonymes, voir Loverboy (homonymie).
Singles de Mariah Carey
Against All Odds (Take a Look at Me Now)
(2000) Never Too Far
(2001)
Loverboy est une chanson de l'artiste américaine Mariah Carey. Elle sort en single le 16 juillet 2001 sous le label Virgin Records pour son huitième album studio Glitter (2001). Écrite et produite par Mariah Carey, Larry Blackmon, Thomas Jenkins et Clark Kent, Loverboy se base sur un sample de Candy par le groupe Cameo. La chanson s'inspire du R&B, de la pop et du hip-hop, avec une mélodie des années 1980. Les paroles montrent Carey fantasmer sur son homme idéal, un homme qui pourra satisfaire ses désirs physiques et sexuels. La conception de la chanson s'accompagne du remix Loverboy (Remix) avec Ludacris, Da Brat, Shawna et Twenty II.

## Origine
Le titre Loverboy a été écrit pour le film Glitter. Le 26 février 2001, la rappeuse Da Brat affirme, lors d'un message vocal laissé sur le site de Mariah Carey, que Lil' Kim sera sur le remix de "Loverboy".
Le premier sample utilisé pour Loverboy était Firecracker de Yellow Magic Orchestra. L'idée originale a été transmise à J.Lo quelques mois plus tard, qui l'a utilisée pour son titre I'm Real alors que toutes deux partageaient la même maison de disques, Sony. Mariah Carey a donc dû changer le sample avant la sortie du titre et a donc opté pour Candy de Cameo,. Sur les premières versions de la bande d'annonce du film Glitter on peut d'ailleurs effectivement entendre un bref extrait de cette première version de Loverboy. En 2020, Mariah Carey sortira finalement la version initiale de Loverboy avec le sample Firecracker dans son album The Rarities.

## Clip
Les clips de Loverboy et Loverboy (Remix) ont tous deux été réalisés par David LaChapelle.
Lors du tournage du clip, Mariah Carey racontera l'anecdote suivante : « Le mois dernier, lors du tournage du clip Loverboy dans une bourgade du désert Californien (à Palmdale), le réalisateur, David LaChapelle, et moi cherchions un endroit pour boire un verre. Nous nous sommes retrouvés au Schnookiez, un bar à strip-tease ringard. Là, une danseuse, émue aux larmes de ma présence a absolument tenu à me montrer l'album photo de sa petite fille, Mariah. Ensuite, un vieux routier barbu m'a demandé de lui signer un autographe sur le biceps droit pour le transformer en tatouage ! »

## Réception
Malgré une campagne promotionnelle massive en France, en Europe et aux États-Unis, le single peine à rencontrer le succès de ses prédécesseurs Heartbreaker et Thank God I Found You, malgré les nombreuses diffusions radios de la chanson sur Skyrock et NRJ et du clip sur M6 Music. Son clip et sa pochette, jugés trop osés par les animateurs des stations de radio, les programmateurs et le public, déroutent.